# Plopana (gmina)
Plopana – gmina w Rumunii, w okręgu Bacău. Obejmuje miejscowości Budești, Dorneni, Fundu Tutovei, Ițcani, Plopana, Rusenii de Sus, Rusenii Răzeși, Străminoasa i Țâgâra. W 2011 roku liczyła 3059 mieszkańców.